# Ципровича, Инга
И́нга Ци́провича (латыш. Inga Ciproviča; род. 3 августа 1969, Рига) — советский и латвийский химик в области продуктовых технологий и микробиологии.

## Биография
Родилась 3 августа 1969 в Риге. В 1992 году окончила Латвийский сельскохозяйственный университет. В 1998 году защитила докторскую диссертацию в Латвийском сельскохозяйственном университете и получила степень Dr. sc. ing. С 1990 по 1992 микробиолог на Рижском молочном комбинате. С 1992 работает в Латвийском сельскохозяйственном университете, с 2010 года декан и профессор Факультета пищевых технологий. В 1999 году получила премию по химии «Jauno zinātnieku balva» Академии наук Латвии. С 2002 года член-корреспондент Академии наук Латвии. С 2005 года руководитель сенсорного комитета по оценки молочной продукции Латвийской ассоциации молочных продуктов. С 2009 года эксперт Латвийского совета по науке.
Автор более 100 научных публикаций. Член редколлегии журналов «Research for rural development» и «Journal of Academic Food» (Турция)

## Избранные публикации
- I.Beitane, I.Ciprovica (2012) The Study of Cholesterol Content in Synbiotic Fermented Dairy Products Journal of Life Sciences, USA, ISSN 19347391,Vol. 6, Number 10, 201, pp. 1077–1081
- Evaluation of immunoglabulin and lysozyme concentration in milk enriched with carotenoids (2011)/ J. Zagorska, U. Antone, V. Šterna, I. Ciproviča// Selected problems of nutraceutical and functional food /Monography CXXIX Product development & quality assurance./ Wrocaw University of Environmental and Life Sciences. Department of Animal Products Technology and Quality Management. — Wrocaw, 2011. — 11.-20.lpp., ISSN 20835531, ISBN 978-83-7717-063-2
- Ciprovica I., Miķelsone A. (2011) The influence of ripening temperature on diversity of non-starter lactic acid bacteria in semi-hard cheeses. Romanian Biotechnological Letters. — Vol.16, No.6, Supplement, pp. 155–162, ISSN 12245984
- Miķelsone I., Ciproviča A. (2011) Foodbalt-2011: 6th Baltic conference on food science and technology «Innovations for food science and production», Jelgava, May 5-6, 2011: conference proceedings / Latvia University of Agriculture. Faculty of Food Technology. — Jelgava: LLU, 2011. — 148.-152.lpp., ISBN 9789984480459
- Beitāne I., Ciproviča, I. (2011) The study of carbohydrates fermentation ability of B.lactis in milk/ Foodbalt-2011: 6th Baltic conference on food science and technology «Innovations for food science and production», Jelgava, May 5-6, 2011: conference proceedings / Latvia University of Agriculture. Faculty of Food Technology. — Jelgava: LLU, 2011. — 143.-147.lpp, ISBN 9789984480459